# Victoria Thornley

Victoria Thornley est une rameuse britannique, né le 30 novembre 1987.

## Palmarès

### Jeux olympiques
- 2016 à Rio de Janeiro,  Brésil
  -  Médaille d'argent en deux de couple (détails).
- 2012 à Londres,  Royaume-Uni
  - 5e place en huit (détails).

### Championnats du monde
- 2017 à Sarasota,  États-Unis
  -  Médaille d'argent en skiff.
- 2011 à Bled,  Slovénie
  -  Médaille de bronze en huit.

### Championnats d'Europe
- 2021 à Varèse,  Italie
  -  Médaille d'argent en skiff.
- 2017 à Račice,  Tchéquie
  -  Médaille d'or en skiff.
- 2015 à Poznań,  Pologne
  -  Médaille de bronze en deux de couple.